# Derris breviramosa
Derris breviramosa är en ärtväxtart som beskrevs av Foon Chew How. Derris breviramosa ingår i släktet Derris och familjen ärtväxter. Inga underarter finns listade i Catalogue of Life.